# Monti Lepini
I Monti Lepini sono un gruppo montuoso del Lazio, appartenente al settore settentrionale dei Monti Volsci, nell'Antiappennino laziale, contenuti interamente nel Lazio, fra le province di Latina, Roma e Frosinone. Confinano a nord con i Colli Albani, ad est con la valle del Sacco, a sud con i Colli Seiani (sottogruppo collinare tra Sezze e Priverno che li collega ai Monti Ausoni), a sud-est con la Valle dell'Amaseno e ad ovest con l'Agro Pontino. La vetta più alta è il Monte Semprevisa con i suoi 1536 metri; situato fra i Monti Lepini e i Monti Ausoni si trova il Monte Siserno che costituisce un gruppo intermedio dubitativamente attribuito ai Monti Lepini in quanto in riva destra del Fiume Amaseno, ma completamente isolato da entrambi.

## Origine ed evoluzione del toponimo
Il nome sembra che derivi dalla voce latina lapis, cioè pietra calcarea.
Nella carta di Abrahamus Hortelius del 1595 l'aggettivo lepino compare al singolare riferendosi ad un rilievo compreso tra Signia colonia (Segni) e Sulmo (Sermoneta) corrispondente dunque all'attuale Monte Lupone, che viene nominato Lepinus mons. Nel 1829 nella carta di Giovanni Enrico Westphal sulla antica toponimia, si trova riferimento allo stesso territorio come Lepini Montes (Monti Lepini) che è dunque considerato al plurale come insieme di monti. Successivamente nelle carte pontificie preunitarie, il Monte Lupone viene chiamato Monte Lupino e infine assume la dicitura attuale Monte Lupone con l'unità d'Italia quando allo stesso tempo il nome Monti Lepini viene esteso a tutto il gruppo montuoso.

## Orografia

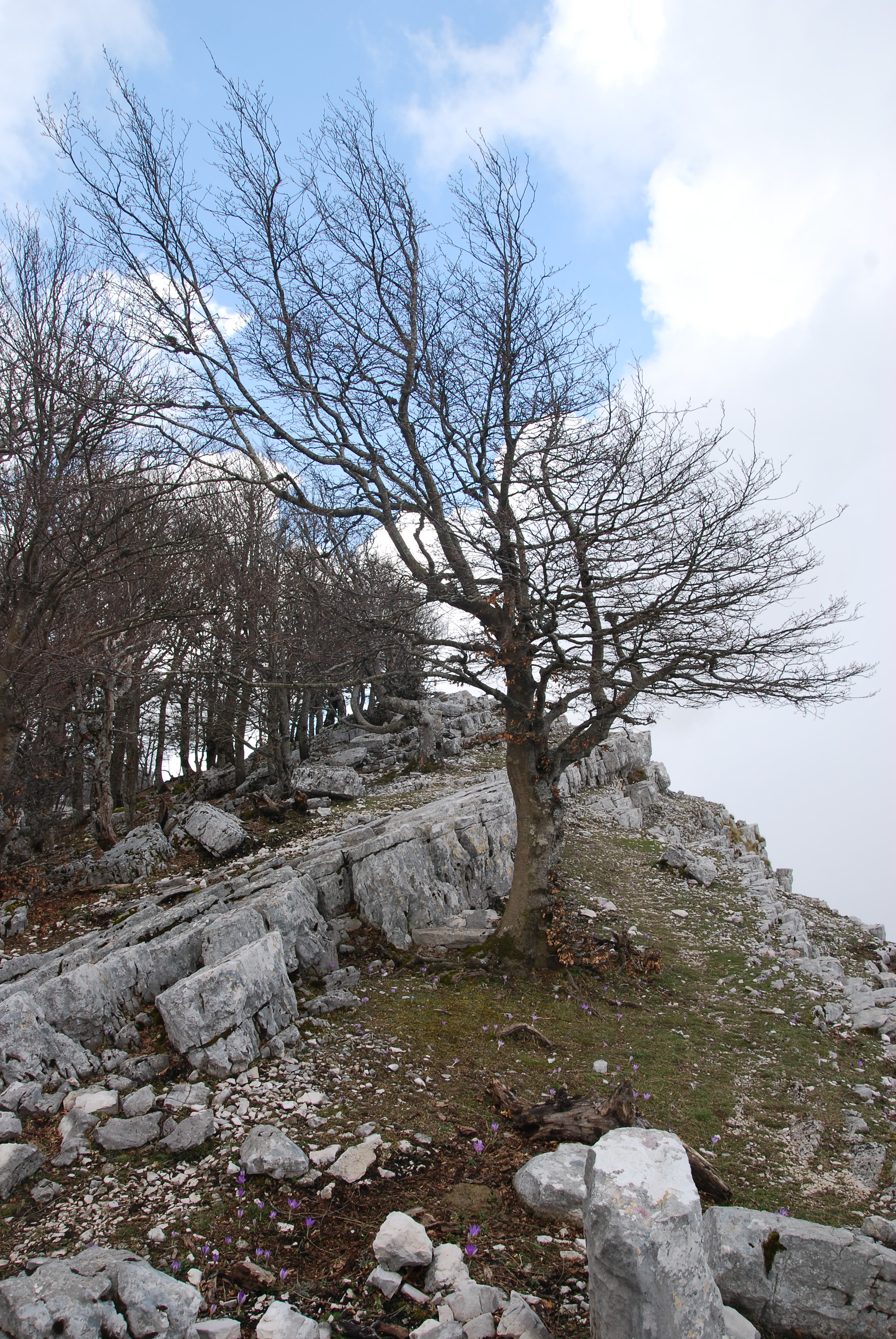
Cima della Semprevisa

I Monti Lepini - tutelati dalle Comunità Montane dei Monti Lepini - sono composti da due sottogruppi principali: uno occidentale e l'altro orientale divisi dalla valle compresa tra Montelanico e Maenza. Si tratta di una valle che si origina ad ovest di Paliano restringendosi nella "Bocca di Montelanico", prosegue salendo per Carpineto Romano - al centro della vallata omonima - fino al passo di Cona Selvapiana (699 metri s.l.m.) e si getta verso sud sfociando sulla Media Valle dell'Amaseno, al confine nord del territorio comunale di Priverno.

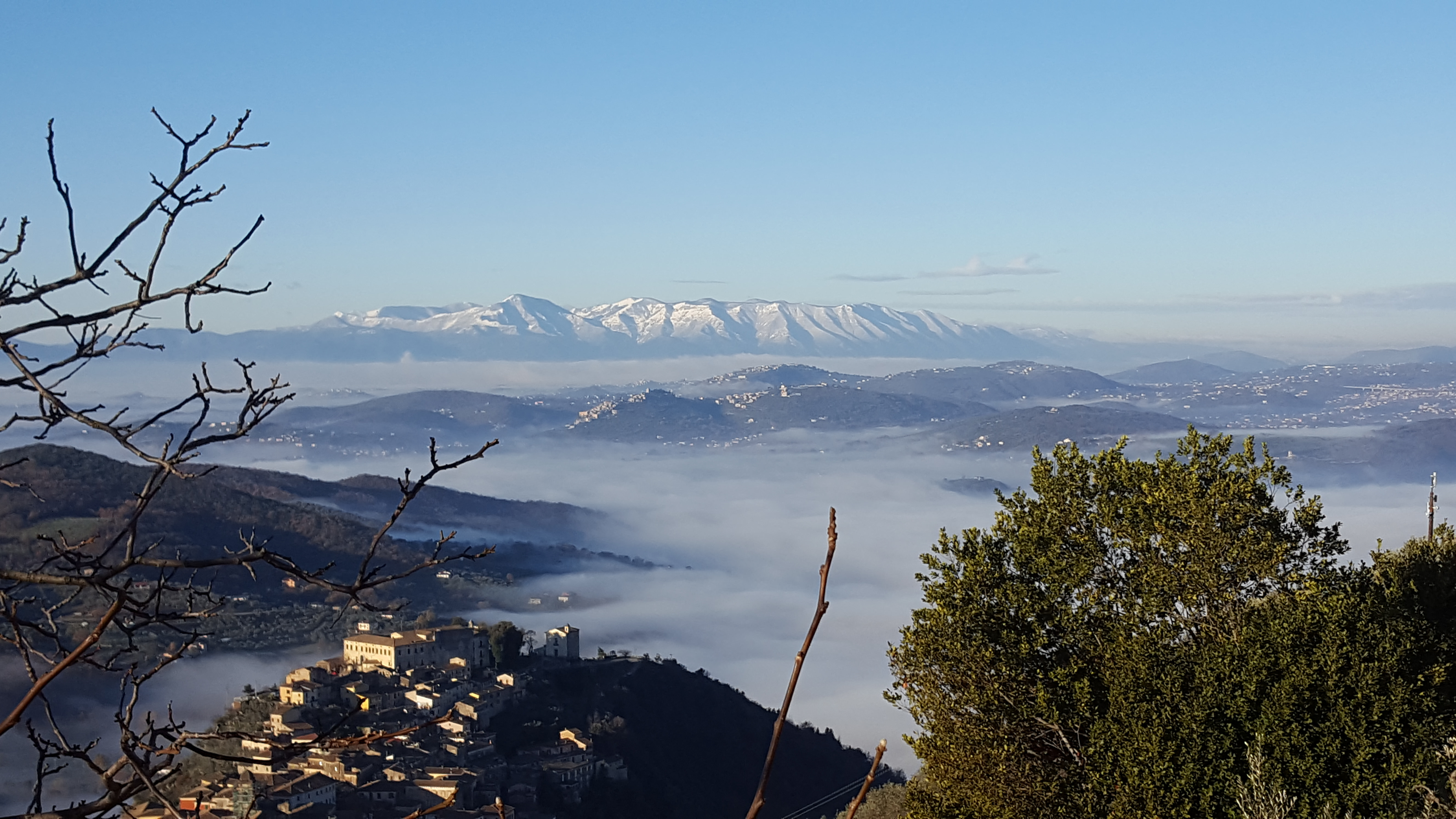
Panoramica del versante interno dei Monti Lepini visti da sopra l'abitato di Arpino

Il sottogruppo dei Monti Lepini occidentali, lungo 30 km, con andamento da nord-ovest a sud-est, ha origine ad oriente dei Colli Albani ed assume una sua definizione più netta a partire dalla vetta del Monte Lupone (m 1378); quindi prosegue lungo lo spartiacque (sud-est), con una serie di rilievi minori: Colle Piano, Il Monte, Colle la Costa, Colle Zappetella, Monte Gorgoglione (m 928), Monte Perentile (m 1022). La sequenza altimetrica è interrotta dal Passo della Fota, valico mulattiero di comunicazione fra il versante pontino e quello interno della catena; quindi riprende quota con il Monte Belvedere (m 1258), il Monte Capreo (m 1461), il Monte Erdigheta (m 1336), dopo il quale si stende la Sella del Semprevisa (m 1536), che domina Camporosello. Da qui il crinale prosegue per fitte faggete culminando nella vetta della Semprevisa (m 1536) e ridiscendendo poi, verso il territorio di Roccagorga, con le cime più meridionali: Monte la Croce (m 1429), Monte Erdigheta (m 1336), Monte Pizzone (m 1313), Monte della Difesa (m 923).
Il sottogruppo dei Monti Lepini orientali, lungo circa 25 km, procede da nordovest a sudest. Si forma nella zona fra Sgurgola e Gorga, sul confine fra le province di Roma e Frosinone, e si definisce a partire da Monte Filaro (m 1230); procede quindi attraverso una densa teoria di rilievi: Monte Favilozzo (m 1283), Rocca San Marino (m 1387), Monte Alto (m 1416), Sprone Maraoni (m 1328), Monte Malaina (m 1480); e, proseguendo al di là del pianoro di Santa Serena: Monte Gemma (m 1457), Monte Salerio (m 1439), Monte Acuto (m 827), Monte Sentinella (m 1110), Monte Cacume (m 1095) e Monte Calvello (m 935).
Al di là di questi due sottogruppi principali, vi sono alcuni rilievi abbastanza isolati e molto meno elevati a valle di Sgurgola e in corrispondenza dei colli bordieri della Pianura Pontina, come il Monticchio di Sermoneta.

### Rilievi principali
Scorrendo in sequenza le due catene emergono:
- Monte Lupone (m 1378)
- Monte Perentile (m 1022)
- Monte Belvedere (m 1258)
- Monte Capreo (m 1461)
- Monte Ardicara (m 1440)
- La Semprevisa (m 1536)
- Monte Erdigheta (m 1336)
- Monte della Difesa (m 925,2)
- Monte Malaina (m 1480)
- Monte Cacume (m 1095)
- Monte Gemma (m 1457)
- Monte Failone (m 1415)
- Colle Calvello (m 936,4)
- Colle Illirio (m 733,1)
- Colle la Costa (m 817,2)
- Colle Piano (m 841,4)
- Colle Riai (m 924,3)
- Colle Santo (m 817)
- Colle Zappetella (m 930,2)
- Costa Pecci (m 816)
- Dosso dell'Ospedale (m 724,9)
- Monte Alto (m 821,7)
- Monte Calovella (m 776,6)
- Monte Carbolino (m 724,2)
- Monte Castellone (m 966,9), nel comune di Bassiano
- Monte Castellone (m 1038,3), nel comune di Roccagorga
- Monte dei Briganti (m 1129,2)
- Monte del Cerro (m 649,3)
- Monte della Bufala (m 803,5)
- Monte Forcino (m 836,1)
- Monte Fulcino (m 736,1)
- Monte Furchia Vecchia (m 779,8)
- Monte Grugliano (m 1001,7)
- Monte la Vorga (m 737,5)
- Monte Locino (m 1083,3)
- Monte Mattarese (m 796,9)
- Monte Pratiglio (m 960,5)
- Monte Puzzo (m 1170,3)
- Monte Ravola Scrima (m 903,5)
- Monte Repecanino (m 856,3)
- Monte Rotondillo (m 695,8)

### Clima
Per la complessa orografia del territorio, le varie esposizioni, la vicinanza del mare da un lato e l'area continentale sub-appenninica dall'altro, non si può parlare di un vero e proprio clima omogeneo per tutto il massiccio.
Esiste tuttavia una caratteristica comune all'intero gruppo montuoso che consiste in una elevata piovosità nelle tre stagioni, (autunno inverno e primavera), vista la favorevole posizione sulla traiettoria delle principali depressioni mediterranee e atlantiche le quali, sospingendo i venti miti ed umidi da sud, sud-ovest e sud-est - e più raramente da nord-ovest - verso l'interno, scaricano sotto forma di precipitazioni, spesso abbondanti, su tali baluardi montuosi tutta l'umidità in essi contenuta. 
Tale fenomeno (detto stau o sbarramento) è chiaramente più vistoso nei versanti occidentali e meridionali per la più diretta esposizione ai flussi umidi marittimi, ma non si limita certo ad essi, spingendosi ben al di là delle creste e interessando anche i versanti orientali. Ciò anche perché la catena non è impenetrabile, ma soprattutto è aggirabile sia a nord-ovest, al confine con i Colli Albani: nel vallone Lariano/Giulianello/Artena, sia a sud-est attraverso il corridoio naturale della valle dell'Amaseno (tra i Lepini sudorientali e i Monti Ausoni). Inoltre in condizioni di intensi flussi sciroccali apportatori di abbondanti piogge specialmente in autunno e primavera, ambedue i versanti vengono interessati in egual misura da nubi e precipitazioni: quello esterno poiché disteso parallelamente alla costa e direttamente aperto al mare; quello interno poiché dal Golfo di Gaeta fino alle porte sudorientali di Roma, non esiste praticamente alcun impedimento all'entrata diretta delle perturbazioni le quali risalendo da sud-est tutto l'ampio solco della Valle Latina (bassa Valle del Liri e Valle del Sacco) danno i loro effetti in abbondanti piogge, in particolar modo a ridosso dei rilievi. In caso di venti molto impetuosi, anzi, i versanti marittimi direttamente investiti non risultano molto piovosi, proprio a causa dell'intensità troppo elevata delle correnti, mentre le precipitazioni più abbondanti si verificano nei versanti orientali più riparati.
Per quanto riguarda il regime pluviometrico, esso è chiaramente sub-litoraneo con due massimi: l'uno accentuato autunnale, tra ottobre e novembre; l'altro, secondario, primaverile solitamente ad aprile. Il massimo di piovosità autunnale continua in modo più attenuato anche a dicembre smorzandosi in gennaio (durante gli anticicloni freddi) e riprendendo gradualmente in febbraio fino al culmine primaverile. Maggio e giugno risultano fortemente variabili di anno in anno, talvolta molto perturbati, altre volte molto caldi e asciutti; marcato e piuttosto stabile risulta invece il minimo estivo di luglio che si protrae spesso anche in agosto. 
Una differenza sostanziale nel regime pluviometrico, che per tutto il resto è simile nei due versanti, è data dalle piogge orogenetiche o temporali di calore, frequenti nei mesi più caldi nell'area centrale della catena, sulle aree sommitali e, principalmente, nei versanti più interni in cui, in certi particolari anni tra luglio e agosto, si verificano veri e propri periodi piovosi per il ripetuto formarsi, ogni pomeriggio sempre sulle medesime aree, di cumuli e cumulonembi che danno luogo a piogge locali più o meno abbondanti, talvolta causando grandi differenze nel paesaggio tra la zona continentale e quella marittima: prati verdi e sensazione di frescura nella prima e pascoli ingialliti tipicamente mediterranei nella seconda.
Il meccanismo che provoca tale fenomeno è piuttosto semplice: tra la tarda mattinata e il primo pomeriggio delle calde giornate estive, i pendii e le vallate si riscaldano fortemente per l'intenso soleggiamento. L'aria una volta divenuta più calda e quindi più leggera, forma vere e proprie "bolle" cosiddette termiche, le quali, favorite dal pendio montuoso, iniziano a salire, finché incontrano in quota uno strato d'aria più fredda che le frena costringendole - per contrasto - a condensare tutto il vapore acqueo in esse contenuto, formando le nubi. Tale meccanismo ripetuto più volte gonfia i cumuli nuvolosi facendoli crescere in altezza e rendendoli turbolenti fino alla raggiunta maturità, stato in cui iniziano a dar luogo a piogge o veri e propri temporali. Naturalmente perché il fenomeno si presenti occorre - oltre che l'aria caldo-umida risalga i pendii - che l'atmosfera in quota sia un po' disturbata e instabile: per questo motivo non tutti i pomeriggi estivi danno luogo a temporali, fenomeni che risultano variabili di anno in anno. Le cause per cui siano favorite le aree interne rispetto a quelle più aperte al mare, sono da ricercare nella condizione di maggiore "calma" delle zone continentali le quali, più chiuse e più umide, meno soggette a venti impetuosi, favoriscono il processo suddetto, mentre i versanti "marittimi" - interessati da brezze più costanti e più intense che sospingono con forza aria umida e nubi sulle cime e verso i versanti opposti - restano spesso all'asciutto.
C'è da notare, in proposito, che in tutti i valloni e nei corridoi ampi, come ad esempio la Valle dell'Amaseno, il termine brezza di valle non deve trarre in inganno, trattandosi di veri e propri venti che nei pomeriggi della stagione calda raggiungono velocità istantanee anche di 40 o 50 km/h, limitando per certi versi l'afa estiva, ma al contempo rendendo, per i motivi sopra citati, la stagione calda molto asciutta.
La distribuzione della quantità di precipitazioni medie annue (in mancanza di dati capillari relativi all'intero territorio) ci viene indicata principalmente da Cristofaro Mennella, il quale individua per i Monti Lepini una piovosità abbondante, prossima o addirittura superiore - sulle aree sommitali - ai 2000 mm annui, con quantitativi decrescenti fino ai 1000 mm delle zone pedemontane; l'autore evidenzia altresì una certa tendenza all'aumento pluviometrico da ovest/sud-ovest procedendo verso est, sempre a causa della minore intensità delle correnti dominanti nelle aree orientali più riparate, rispetto a quelle più aperte occidentali e meridionali. Ancor più preciso è il quadro delineato da Carlo Blasi il quale traccia uno schema comprendente quattro fasce in cui le piogge più abbondanti sembrano essere prerogativa non esclusivamente delle cime, ma seguano più che altro un andamento dovuto all'esposizione e alla topografia locale:
- tipo montano inferiore: in cui sono comprese tutte le zone sommitali (1247–1558 mm): precipitazioni ben distribuite in tutte le stagioni senza aridità estiva.
- tipo collinare superiore: aree interne dei Lepini: Valle Carpinetana; Pian della Faggeta; Gruppo Gemma/Malaina; Segnino e Altopiani Morolensi (1431 – 1606 mm): precipitazioni abbondanti in autunno inverno e primavera e frequenti episodi estivi.
- tipo collinare inferiore: comprendente tutte le pendici lepine orientali; alto Amaseno; Valle del Monte Acuto (1234–1463 mm): precipitazioni abbondanti per tre quarti dell'anno con debole aridità estiva.
- tipo mesomediterraneo inferiore: tutto il lato occidentale lepino e medio/basso Amaseno - tra Priverno e Prossedi – (1132 – 1519 mm): precipitazioni abbondanti nelle tre stagioni e periodo estivo asciutto variabile di anno in anno, talvolta marcato.

Questo stesso schema messo a punto da Blasi può essere applicato alla temperatura, tenendo conto che normalmente essa diminuisce di 0,6 °C ogni 100 metri di quota, ma che, come per le precipitazioni, nel nostro caso è fortemente soggetta a variazioni dovute, oltre che all'altitudine, soprattutto alla topografia e all'esposizione:
- quota 1500/1000 metri: freddo intenso da ottobre a maggio e media delle minime del mese più freddo sempre sotto lo zero (-2.1 °C). Frequenti precipitazioni nevose possibili da novembre ad aprile.
- quota 1000/700 metri: freddo intenso da novembre a marzo con media delle minime del mese più freddo intorno a 0 °C. Precipitazioni nevose possibili da dicembre a marzo.
- quota 700/400 metri: freddo moderato invernale con media delle minime del mese più freddo compresa tra 1,9 °C e 2,9 °C. Precipitazioni nevose possibili tra dicembre e febbraio.
- quota 400/100 metri (versante continentale e vallate intermontane): freddo moderato a tratti intenso con frequenti inversioni termiche e media delle minime del mese più freddo inferiore a 2 °C. Precipitazioni nevose sporadiche variabili di anno in anno, ma talvolta con possibili episodi intensi.
- quota 400/100 metri e pedemonte a quote inferiori a 50 metri (versante occidentale e meridionale): freddo intenso solo a sprazzi e media delle minime del mese più freddo intorno a 4 °C. Precipitazioni nevose inconsuete o occasionali e possibili episodi intensi con tempi di ritorno superiori a 15 /20 anni.

Dalle suddette fasce vanno esclusi tutti i valloni incassati e fortemente ombreggiati, che in special modo tra dicembre e l'inizio di febbraio possono essere interessati da condizioni di gelo marcato; nonché il territorio lepino pertinente al Bacino del fiume Amaseno, il quale essendo parte di un catino vallivo, è soggetto, nel periodo invernale, a frequenti condizioni di inversione termica, molto accentuata rispetto alle alture circostanti, essendo chiuso completamente dal fondovalle almeno fino a 400 metri di quota alle influenze marittime dirette. Per influenze di natura barica e orografica tale bacino è, inoltre, interessato nel periodo da novembre a marzo da un continuo drenaggio di aria più fredda continentale.
La situazione termica estiva appare molto più omogenea con isoterme medie del mese più caldo che toccano i 25 °C in tutto il pedemonte di ambo i versanti; quella dei 20 °C le medie quote (tra 600 e 800 metri), mentre le cime godono di un clima estivo piuttosto fresco, non raggiungendo i 17 °C medi. 
In tutto il territorio la temperatura può, tra luglio e agosto raggiungere e superare i 30 °C, tuttavia sono rare ondate di calore che per più giorni stazionino su valori superiori ai 35 °C.

### Aspetti naturalistici

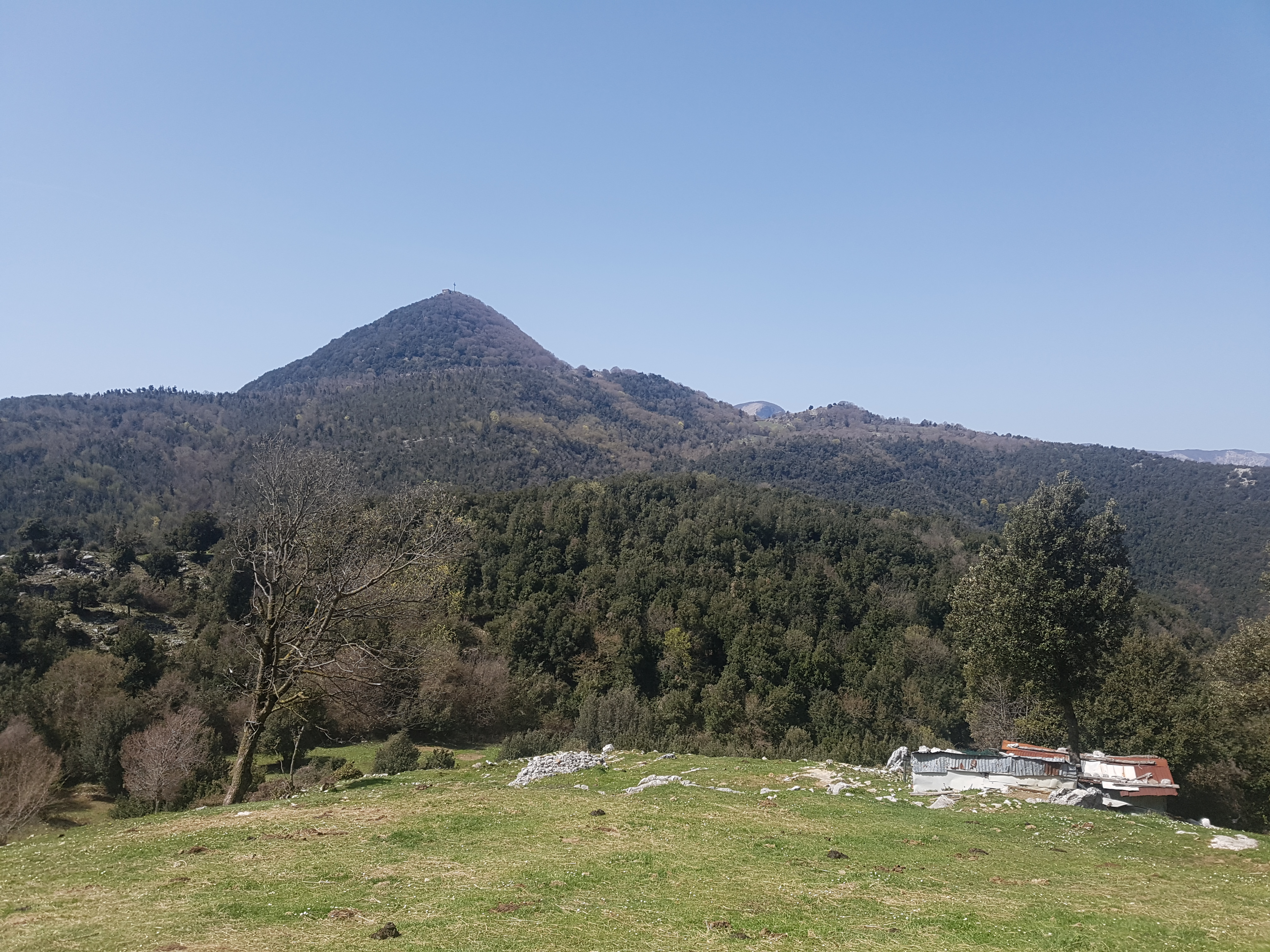
Monte Caccume (1095 m) klippe di calcari cretacei deformati sovrapposti tettonicamente sulla serie dei Monti Lepini

I Monti Lepini pur mantenendo una fortissima identità naturalistica e geologica in comune con il resto dei Monti Volsci offrono aspetti peculiari tipici che risiedono nella conformazione geologica e strutturale e nelle risorse idriche di cui dispone.

### Geologia
La successione stratigrafica dei Monti Lepini affiora quasi ovunque nel gruppo montuoso ed è costituita prevalentemente da calcari e dolomie della successione di piattaforma Laziale-Abruzzese. Nei Monti Lepini i depositi del Giurassico medio e superiore sono bene esposti sui versanti meridionali del Monte Semprevisa e nella zona di Bassiano. Nel gruppo montuoso prevalgono gli affioramenti del Cretaceo che sono state depositate in un contesto di piattaforma tropicale carbonatica simile a quella attualmente produttiva sulle Isole delle Bahamas. Le rocce cretacee possono essere distinte in base alla loro composizione in carbonati di piattaforma interna e di margine. Queste ultime affiorano principalmente la zona compresa tra il Monte Arrestino (Cori) ed Artena e sono caratterizzate da frammenti di Rudiste, dei bivalvi che avevano funzione di scogliera. A seguito di una complessa storia sedimentaria, la piattaforma entra in erosione per gran parte del Paleogene. In seguito, nel Miocene inferiore e medio l'area è interessata dalla sedimentazione di calcareniti che sono preservate in modo discontinuo al tetto della successione e hanno spessori limitati a pochi metri o decine di metri (Gorga). Nella zona di Ceccano queste ultime possono registrare uno spessore massimo di circa 70 m.
Nel corso dell'orogenesi dell'Appennino i Monti Lepini assieme al resto dei Monti Volsci furono coinvolti in diverse fasi di piegamento e sovrascorrimento. Durante il Miocene medio la sedimentazione carbonatica subisce un brusco arresto dovuto alla forte subsidenza e alla sedimentazione di materiale silicoclastico e argilloso fine. Nel corso del Tortoniano inferiore la zona tra Colleferro e Ceprano viene ricoperta da una successione di avanfossa spessa circa 700-1000 metri - Avafossa di Frosinone - costituita prevalentemente da arenarie e siltiti mentre i Monti Volsci iniziano a sperimentare i primi accavallamenti tettonici. Nel corso del Messiniano nuovi sovrascorrimenti coinvolgono l'intera struttura di catena e di avanfossa. Eventi di retroscorrimento sembrano interessare l'intera area che torna ad entrare in erosione, perlomeno nelle parti più rilevate nel corso del Pliocene inferiore. La massima espressione del retroscorrimento corrisponde alla valle tra Montelanico e Maenza che suddivide i Monti Lepini in occidentali e orientali.
Successivamente, in seguito alla distensione ancora in corso della catena Appenninica, le faglie normali ad alto angolo ritagliano la più antica struttura a pieghe e sovrascorrimenti, determinando una serie di blocchi che ribassano nel corso del Pleistocene una serie di blocchi in quella che poi sarà la Piana Pontina così separando anche la struttura dai Monti Ausoni da quella dei Monti Lepini attraverso la formazione della Valle Dell'Amaseno. In questo contesto il carsismo inizia a modellare il paesaggio di pari passo con la tettonica che determina i percorsi seguiti dalle acque meteoriche, i quali seguono preferenzialmente faglie e strati argillosi per determinare falde idriche sospese e di base.
Lungo queste faglie ad alto angolo per una parte del Pleistocene (0,7 - 0,25 milioni di anni) oltre ai movimenti tettonici si assiste all'arrivo di masse magmatiche da aggiungersi a quelle provenienti dai vicini Colli Albani. Sui Monti Lepini, a Pisterzo (Monti Ausoni) e nella media Valle Latina (spesso erroneamente chiamata Ciociaria) tra Piglione (Morolo) e Pofi, compaiono presenti diversi centri vulcanici monogenici che hanno dato luogo ad eruzioni esplosive freatomagmatiche e subordinate colate di lava. L'unico di questi centri poligenico è il vulcano di Pofi che ha registrato diverse eruzioni nel corso del Pleistocene medio.

### Geomorfologia e Carsismo
Da un punto di vista geomorfologico i Monti Lepini sono caratterizzate da pronunciati fenomeni carsici epigei ed ipogei. Per questo motivo, su questo territoriosi possono trovare, doline, voragini, grotte e pozzi, che costituiscono motivi d'interesse speleologico fra i più rilevanti del Lazio e di tutta l'Italia centrale.
In particolare meritano menzione i seguenti:
- Ouso di Passo Pratiglio (Supino) profondità oltre 900 m (la più profonda della regione)[9]
- Ouso della Rava Bianca (Carpineto Romano), profondità 710 m
- Inghiottitoio di Campo di Caccia (Gorga), profondità 610 m
- Occhio della Farfalla (Carpineto Romano), profondità 450 m
- Grotta dell'Erdigheta (Carpineto Romano), profondità 450 m
- Grotta del Rapiglio
- Abisso Consolini (Carpineto Romano), inghiottitoio verticale, profondità circa 550 m
- Ouso di Pozzo Comune, profondità quasi 200 m
- Pozzo del Frigorillo
- Grotta del Faggeto, profondità 315 m

### Flora e fauna

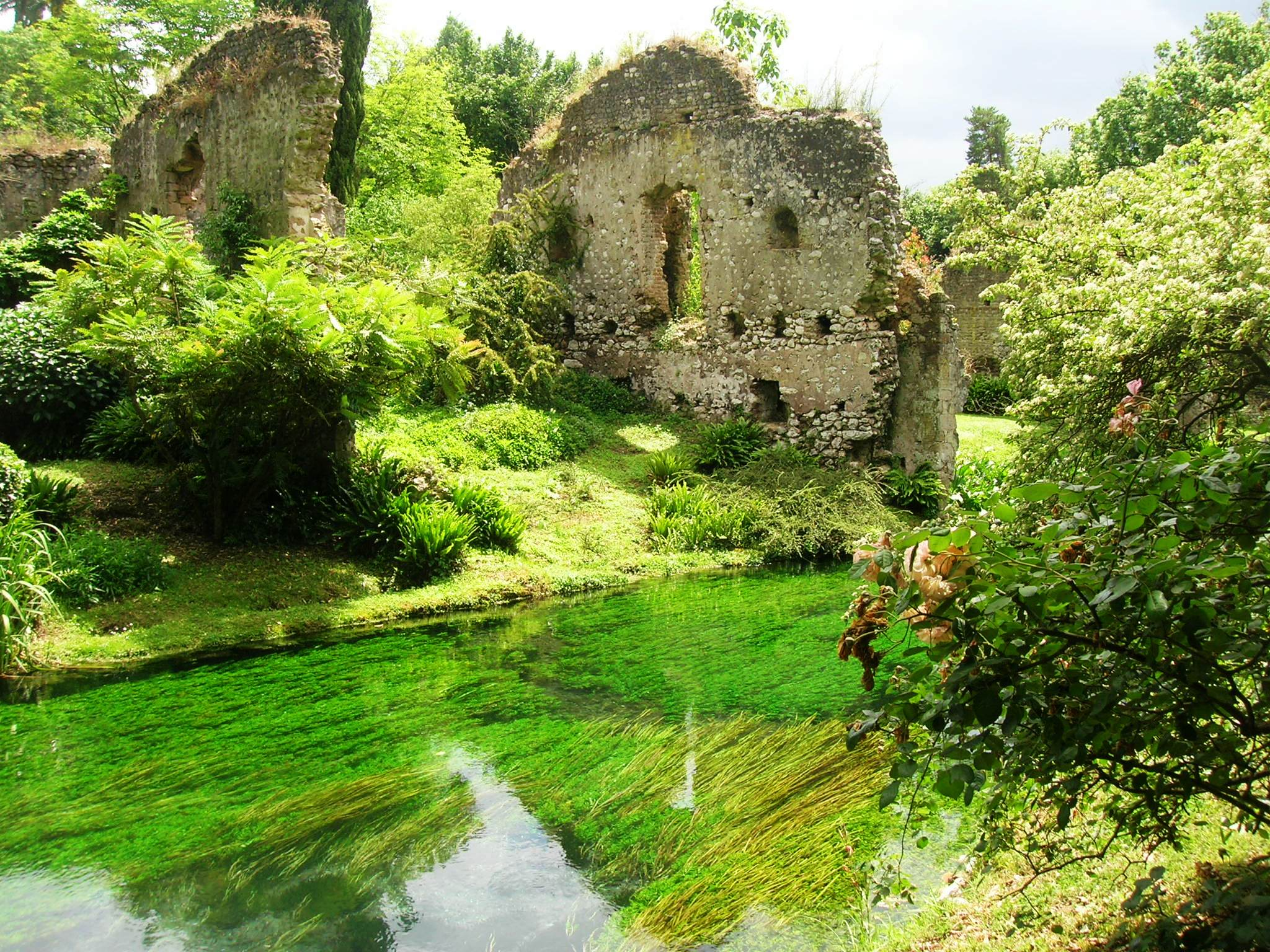
Oasi di Ninfa

La flora è molto varia in ragione delle differenti quote ed esposizioni di questa zona montuosa. Mentre sui versanti più bassi ed occidentali abbonda la macchia mediterranea, nelle zone elevate ed esposte a nord (come la Sella del Semprevisa) si stendono fitte faggete. Particolare menzione merita la Selva di Cori, un bosco di essenze miste, sito nella zona più nord-occidentale del comprensorio, tra Cori e Norba, nel territorio compreso fra il Monte Lupone e il Monte Arrestino. Infine, rinomata è l'Oasi di Ninfa, un lussureggiante parco floristico, visitabile soltanto in periodi predefiniti.
Molto ricca è la fauna avicola, rappresentata dal falco pellegrino, dal corvo imperiale, dall'aquila reale, dal falco lanario e dall'avvoltoio capovaccaio. È presente anche il lupo, le cui cucciolate sono state rese oggetto di una caccia spietata nella zona. Forse l'episodio culminante di questa opera distruttiva fu raggiunto nel 1983, quando un cucciolo morto di lupo fu barbaramente inchiodato da alcuni vandali sul portone del municipio di Carpineto Romano.

## L'uomo
Questa zona storicamente fu abitata dai Volsci, fieri nemici dei Romani. Di epoca romana restano ben conservati, a Cori, il tempio di Ercole (89-80 a.C.) ed il tempio di Castore e Polluce (I secolo a.C.). Ricca di testimonianze è l'acropoli di Norba latina, fondata da Roma nel 492 a.C., di cui resta il tempio di Giunone, il Foro e l'intero circuito murario, che aveva lo scopo di proteggere la città. Sezze (l'antica Setia) conserva tratti di mura in opera poligonale. La città medioevale di Ninfa, già citata per l'oasi omonima, fu feudo dei Frangipane, distrutta dal corsaro barbaresco Khayr al-Dīn Barbarossa e abbandonata nel 1680 per poi essere trasformata in giardino nel 1920. Sermoneta, amata da Virgilio, conserva intatto il centro storico medioevale.

### Dialetto locale
I dialetti questa zona sono molto caratteristici e vanno inseriti nel gruppo dei dialetti mediani, cioè quel gruppo che comprende anche le parlate del Lazio "pontificio" (quindi sotto l'amministrazione dello Stato della Chiesa), dei comuni abruzzesi negli immediati dintorni dell'Aquila, dell'Umbria e delle Marche centrali. Per la precisione sono dialetti di tipo laziale centro-settentrionale.

### Comuni
I Comuni interessati dai Monti Lepini sono:

Provincia di Latina:

- Sonnino
- Bassiano
- Cori
- Cisterna di Latina
- Maenza
- Norma
- Priverno
- Prossedi
- Roccagorga
- Rocca Massima
- Roccasecca dei Volsci
- Sezze
- Sermoneta

Provincia di Frosinone:

- Amaseno
- Giuliano di Roma
- Morolo
- Patrica
- Sgurgola
- Supino
- Villa Santo Stefano
- Ceccano

Provincia di Roma:

- Artena
- Carpineto Romano
- Gavignano
- Gorga
- Montelanico
- Segni
- Colleferro

## Galleria d'immagini

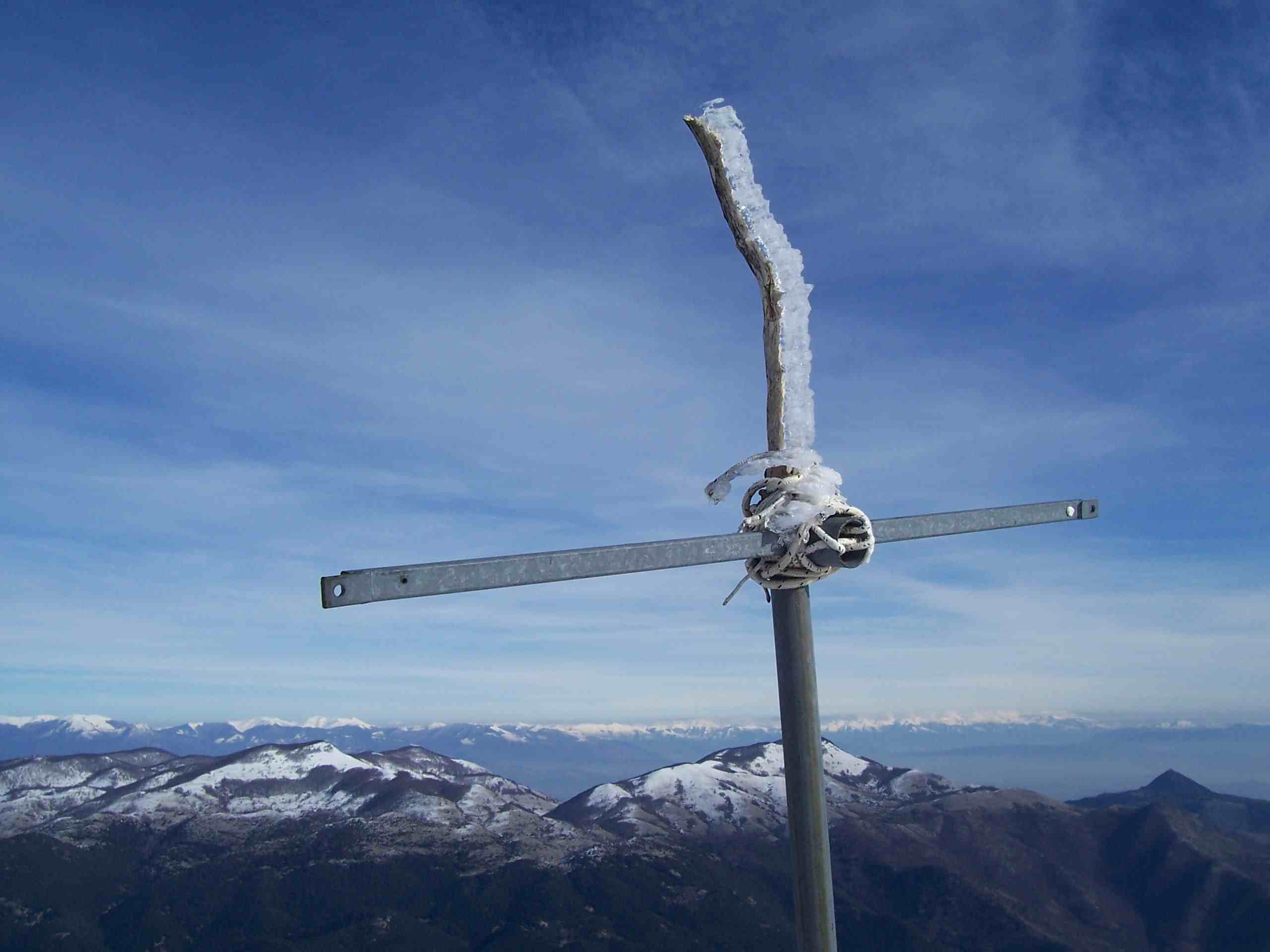
Panorama dei Monti Lepini. In fondo, montagne del Subappennino centrale.
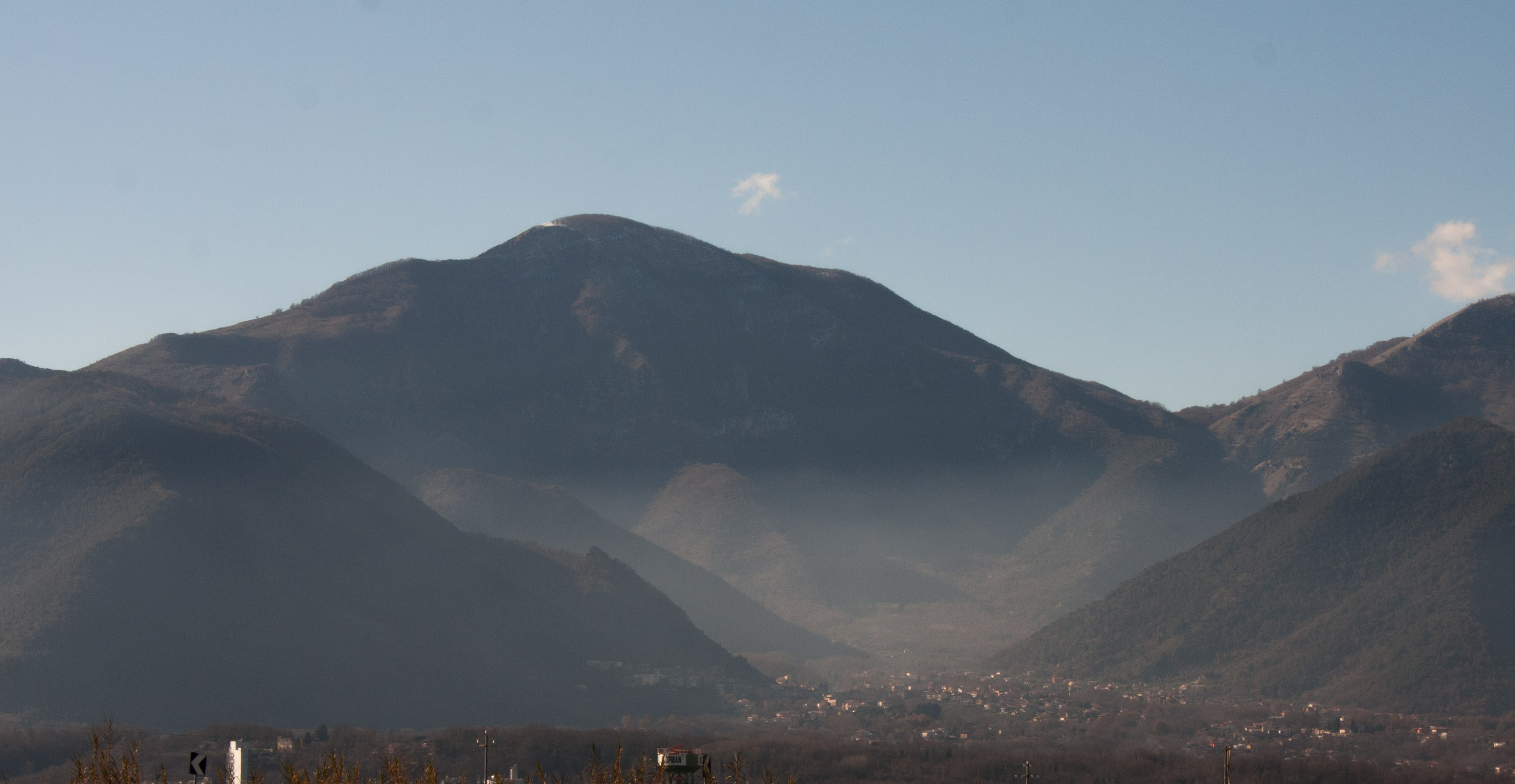
Monte Gemma
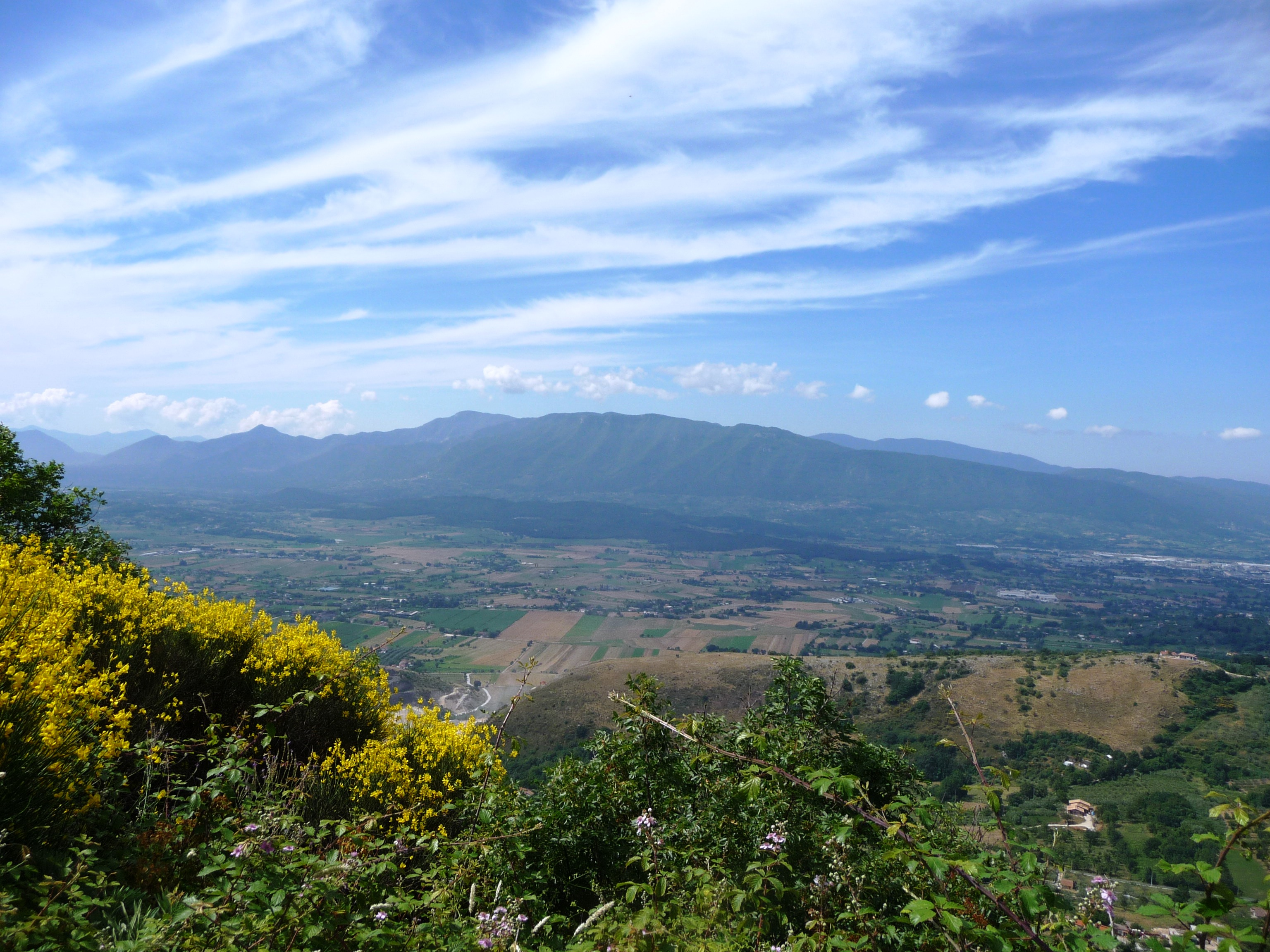
Monti Lepini vista dagli Ernici, al centro la Valle Latina